# Grottenburg Hohfluh
Die Grottenburg Hohfluh, auch Balmburg Hohfluh, in der Landeskarte der Schweiz als Erdmännliloch, auch Erdmannliloch ohne Umlaut, ist die Ruine einer mittelalterlichen Höhlenburg bei Bachs im Kanton Zürich. Es ist die einzige bekannte Höhlenburg im Kanton Zürich.

## Lage
Die Ruine liegt auf einer Höhe von 514 m ü. M. am westlichen Hang des Sanzenbergs über dem Bachsertal nahe der Grenze zwischen den Kantonen Zürich und Aargau. Sie ist zu Fuss in 15 Minuten von der Thalmühle ⊙ aus zu erreichen, wobei ungefähr 100 Höhenmeter zu überwinden sind.

## Geschichte
Über die Geschichte der Burg gibt es keine historischen Quellen. Nach Vermutungen diente sie entweder einer kleinen Rodungsgemeinschaft als Zentrum oder sie war Teil einer durch einen Zaun gebildeten Talsperre im Bachsertal, die um 1500 erwähnt wurde. Ein Zusammenhang mit der Burg Waldhausen ist naheliegend und wird in Volkssagen erwähnt.
Kleinfunde aus Grabungen von 1850 und 1878 deuten darauf hin, dass die Burg im Spätmittelalter noch genutzt wurde. Sie dürfte durch einen Brand zerstört worden sein. Darauf deutet die Schwärzung der Tuffsteine am oberen Rand der Höhle hin. Bei Grabungen wurde eine 25 cm dicke Kohleschicht in der Ruine gefunden.

## Bauwerk
Die Burg stand am Fuss einer überhängenden Nagelfluhwand, von der ein steiler bewaldeter Hang zum Talboden führt. Die Höhle ist ungefähr 12 Meter tief. Der Ausgang war mit einer 1,8 Meter dicken Mauer aus Bollensteinen verschlossen, die der Trauflinie des Balm folgt. Wenige Meter der Mauer sind auf den Seiten noch erhalten, im Frontbereich ist nur noch das Fundament sichtbar. Oberhalb des Höhlenausgangs sind im russgeschwärzten Bereich Quader aus Tuffstein erkennbar, was auf ein früheres Gewölbe hindeutet, das die Höhle im oberen Bereich abschloss. Am Fels sind Spuren von Balkenauflagen zu sehen. Ein Felsvorsprung südlich der Höhle dürfte als Wachposten gedient haben. Die Anlage hat Ähnlichkeiten mit der erst 1968 wiedergefundenen Grottenburg Riedfluh bei Eptingen, Kanton Basel-Landschaft, die umfassend archäologisch untersucht und restauriert wurde.

## Bilder

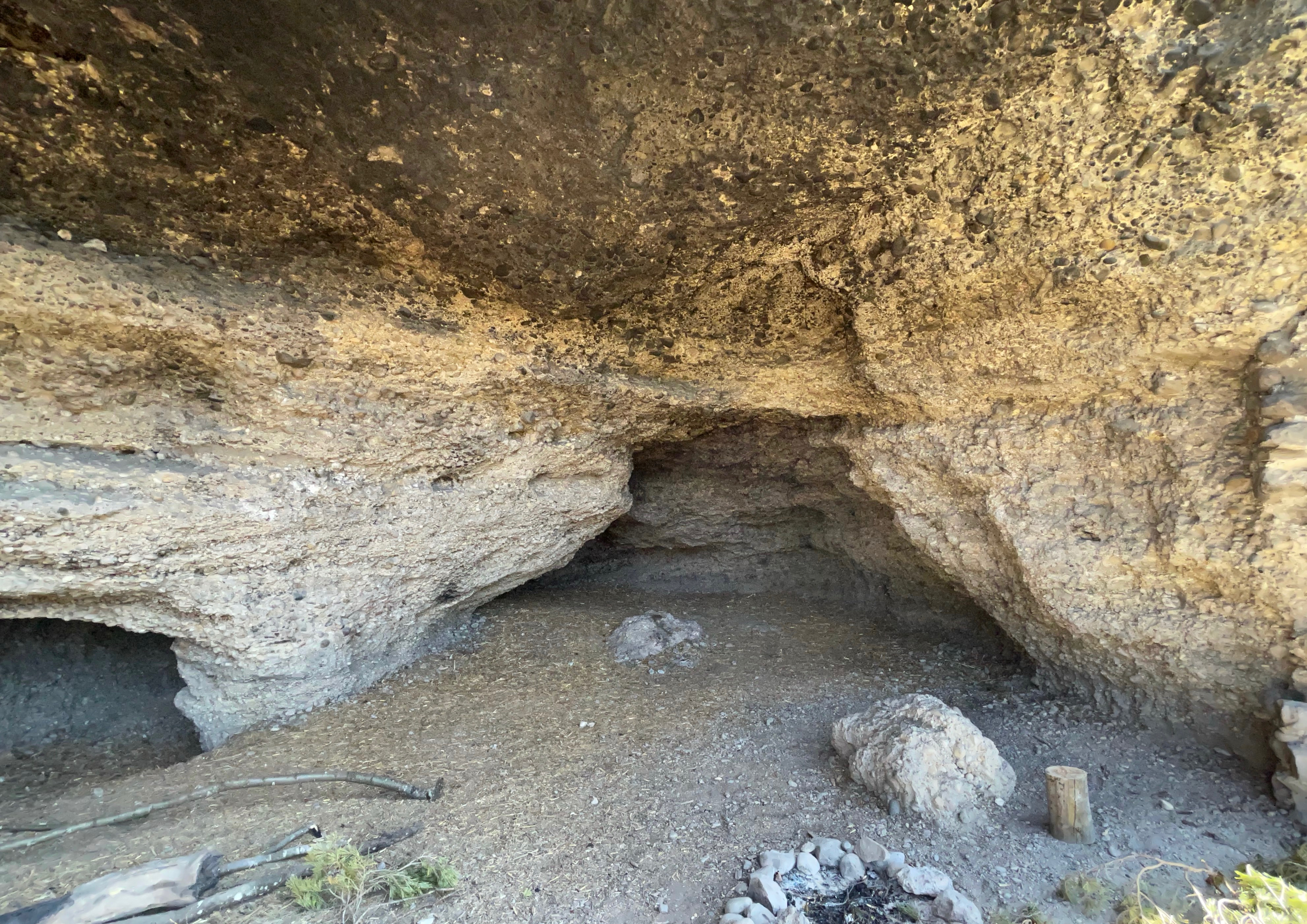
Inneres
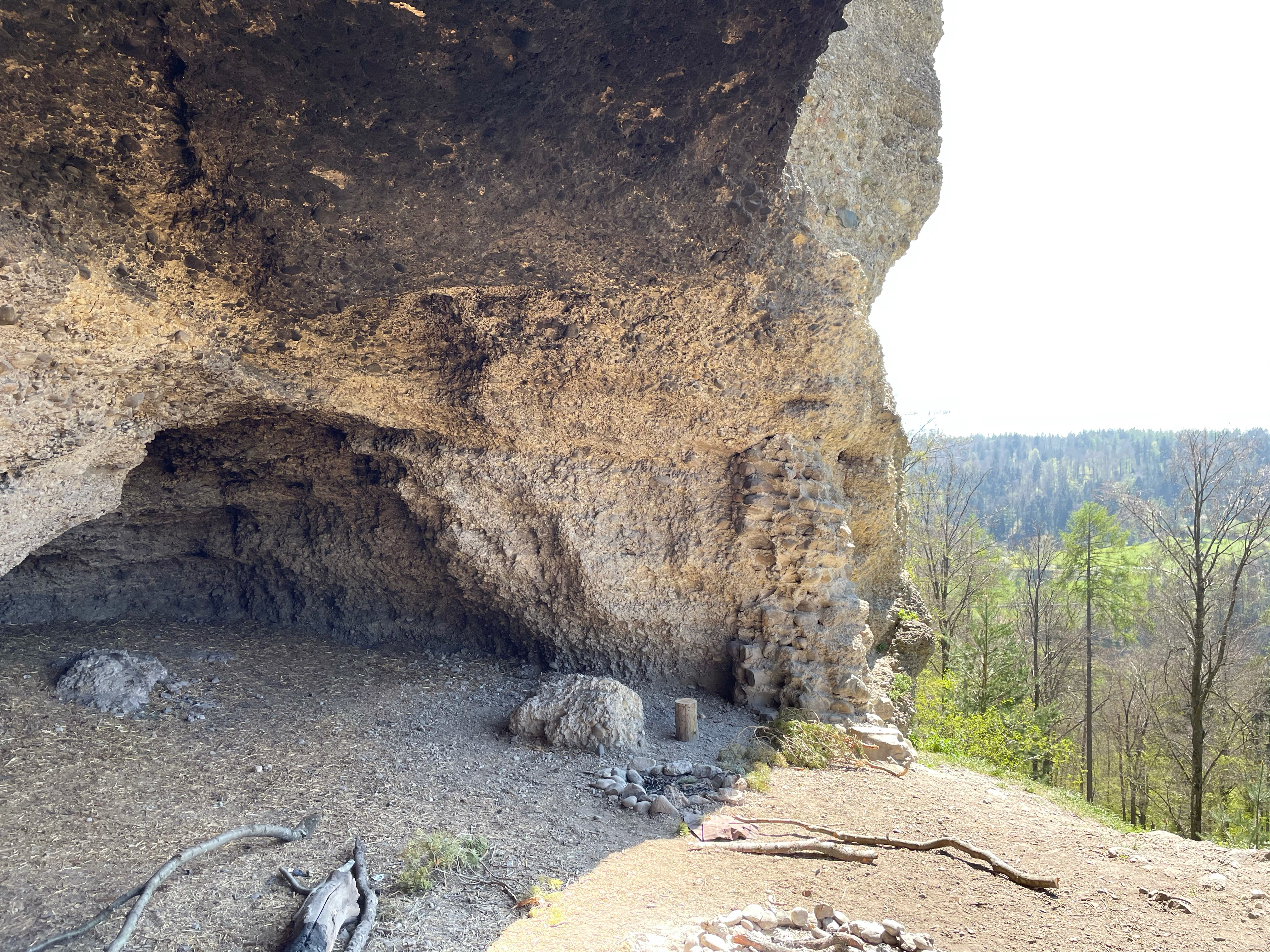
Blick nach Nordwesten
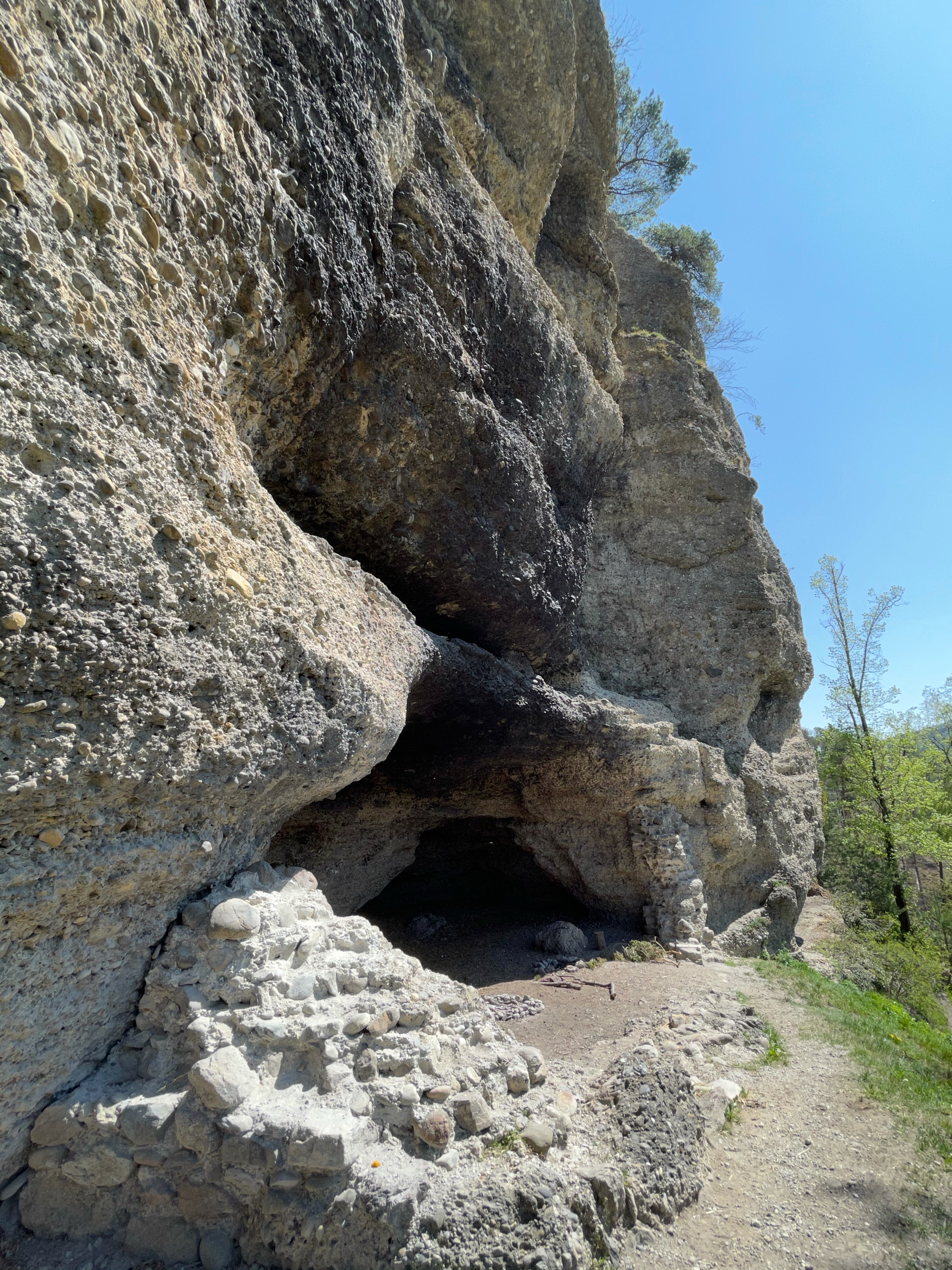
Nach Südosten
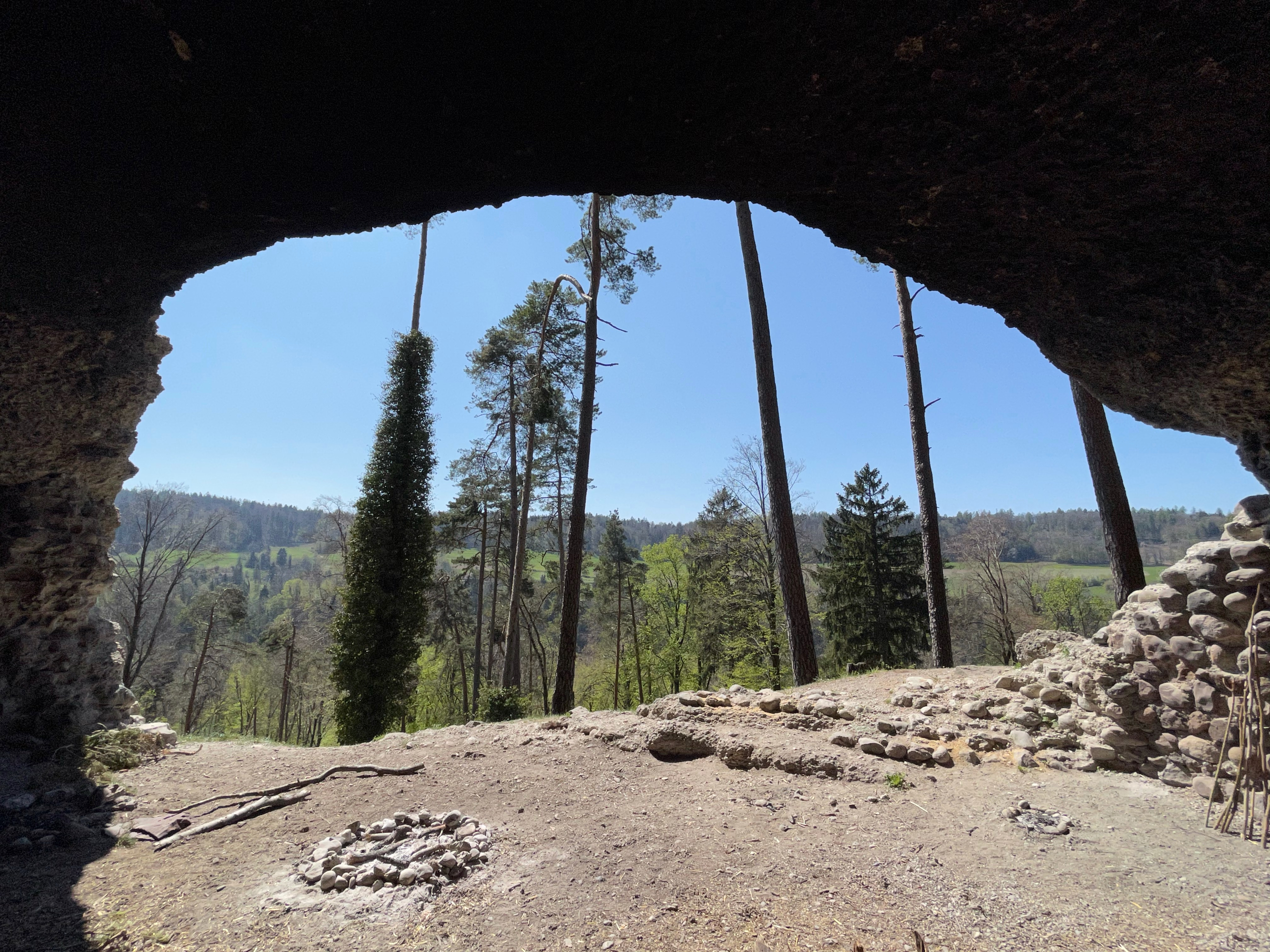
Ausblick